# Páramo (kommun i Colombia)
Páramo är en kommun i Colombia.   Den ligger i departementet Santander, i den centrala delen av landet, 230 km norr om huvudstaden Bogotá. Antalet invånare är 3 671. Arean är 73 kvadratkilometer.
Terrängen i Páramo är kuperad.